# Substitutionsgut
Als Substitutionsgut (auch Substitute; englisch substitute goods) bezeichnet man in der Mikroökonomie verwandte Güter oder Dienstleistungen, die dieselben oder ähnliche Bedürfnisse decken, denselben oder ähnlichen Verwendungszweck aufweisen und daher vom Konsumenten als gleichwertiges Ersatzgut angesehen werden.

## Allgemeines
Ursache für eine solche Austauschbeziehung ist die funktionale Austauschbarkeit zwischen zwei Gütern/Dienstleistungen. Sie ist gegeben, wenn sich die Güter in Preis, Produktqualität, Funktionalität, technischen Daten und Leistung soweit entsprechen und ähnlich sind, dass sie dazu geeignet sind, denselben Bedarf beim Nachfrager zu decken. Oft genanntes Beispiel für Substitutionsgüter sind Butter und Margarine.
Das Gegenteil von Substitutionsgütern sind Komplementärgüter, das sind Güter, die sich gegenseitig ergänzen, wie Compact Disc und CD-Player. Die strengste Form dieser Komplementarität ist die sogenannte Limitation, bei der die Nachfrage zweier Güter proportional ist, beispielsweise bei Tapeten und Kleister.
Die Unterscheidung zwischen Substitutions- und Komplementärgut geht auf Irving Fisher zurück, der in seiner 1892 erschienenen Dissertation zwischen Substitutionsgütern (damals noch englisch competing goods) und Komplementärgütern (englisch completing goods) unterschied. Bei Substitutionsgütern gibt es ein „entweder – oder“, bei Komplementärgütern ein „sowohl – als auch“.

## Nachfrageverhalten bei Substitutionsgütern
Die Nachfrage nach zwei austauschbaren Gütern ist aneinander gekoppelt: Mit einem Anstieg des Preises für ein Gut sinkt seine Nachfrage – unter der Annahme, dass alle anderen Faktoren im Markt gleich bleiben (ceteris paribus). Im gleichen Zug steigt die Nachfrage nach dem preislich unveränderten Substitutionsgut (auch hier ceteris paribus). Daraus resultiert eine Rechtsverschiebung der Nachfragekurve, da sich der Preis nicht ändert, aber die Menge steigt. Zwischen dem Preis eines Gutes und der Nachfrage nach seinem Substitutionsgut besteht also ein positiver Zusammenhang. Man spricht in diesem Zusammenhang auch von einer positiven Kreuzpreiselastizität.

## Beispiele
In einer Substitutionsbeziehung stehen oft Luxusgüter und normale Güter wie Champagner und Sekt.
| Art des Wirtschaftsobjekts              | Substitutionsgut 1                               | Substitutionsgut 2                              |
| --------------------------------------- | ------------------------------------------------ | ----------------------------------------------- |
| Konsumgüter                             | Butter Champagner Baumwolle, Schafwolle Zigarren | Margarine Sekt Dralon, Nylon, Perlon Zigarillos |
| Investitionsgüter / Produktionsfaktoren | Kupfer Blech Arbeitskraft                        | Aluminium Kunststoff Maschinen                  |
| Dienstleistungen                        | Straßengüterverkehr Bankkredite                  | Schienengüterverkehr Kreditsubstitute           |

Fossile Energien haben Substitutionskonkurrenz durch erneuerbare Energien erhalten: Durch die Umweltbelastung fossiler Energien versucht die Umweltpolitik, diese zu Gunsten erneuerbarer Energien zu ersetzen, zumal die Reichweite fossiler Energieträger relativ gering ist und deshalb die Nachhaltigkeit nicht vorhanden ist. Im Finanzwesen können Bankkredite durch Kreditsubstitute wie Factoring oder Leasing ersetzt werden.
| Energieart           | Energiequelle | Nutzenergie                                                  |
| -------------------- | --- | ------------------------------------------------------------ |
| fossile Energien     | Braunkohle, Steinkohle, Erdgas, Erdöl, Torf                                                                                     | elektrische Energie, Kälte, Licht, mechanische Arbeit, Wärme |
| Kernenergie          | Kernfusion, Kernspaltung | elektrische Energie, Kälte, Licht, mechanische Arbeit, Wärme |
| erneuerbare Energien | Biomasse, Geothermie (Erdwärme), Meeresströmung, Sonnenenergie, Wasserkraft (einschließlich Gezeiten), Wellenkraft, Windenergie | elektrische Energie, Kälte, Licht, mechanische Arbeit, Wärme |

Für den Energieverbraucher ist der Nutzen als Nutzenergie gleich, denn die Energiearten können elektrische Energie, Kälte, Licht, mechanische Arbeit oder Wärme erzeugen.
Ob Güter substitutionsfähig sind, hängt von ihren technischen Eigenschaften, der Nachfrageelastizität, dem Konsumverhalten und vom Ausmaß der Preisdifferenz ab.

## Grade von Substitutionsgütern
Ein typisches Konzept zur Messung der Austauschbarkeit zwischen zwei Gütern ist die Grenzrate der Substitution. Sie bezeichnet das vom Konsumenten gewünschte Tauschverhältnis zwischen zwei Gütern. Mathematisch bemisst sie sich als die Steigung der Indifferenzkurven zwischen zwei Gütern.

### Perfekte (vollkommene) Substitutionsgüter

Lineare Indifferenzkurven – perfektes Substitut

Können zwei Güter vollkommen durcheinander ersetzt werden, ohne dass zusätzliche Kosten, Qualitätsunterschiede oder ähnliche Anreize auftreten, die den Konsumenten dazu veranlassen könnten, ein Produkt zu bevorzugen, spricht man von einem perfekten oder vollkommenen Substitutionsgut.
Zwei Güter sind vollkommene Substitute, wenn sie eine konstante Grenzrate der Substitution aufweisen, also ihre Indifferenzkurven linear verlaufen. Dabei kommt es dem Konsumenten nur auf die Gesamtanzahl der Güter an: Bsp. (Gut 1, Gut 2) → (20,0) ~ (17,3). Man sieht, dass der Konsument indifferent zwischen den beiden Güterbündeln ist, da die Summe der Güter 1 und 2 in beiden Fällen die gleiche ist.

### Imperfekte (unvollkommene) Substitutionsgüter
Unvollkommen bedeutet in diesem Fall, dass es Unterschiede in den Bereichen Qualität, erwartete Kosten usw. geben kann. Vergleicht man beispielsweise Kunstleder mit Leder, so ist Kunstleder deutlich günstiger, kann aber Haltbarkeit, Geschmeidigkeit, Aussehen usw. von echtem Leder in aller Regel nicht erreichen. Dennoch lassen sich beide Materialien sehr ähnlich verwenden.

## Substitutionale Produktionsfunktionen
Können die Produktionsfaktoren im Produktionsprozess gegeneinander ersetzt oder substituiert werden, handelt es sich um substitutionale Produktionsfunktionen.
Alternative Substitution
Sind die Produktionsfaktoren vollkommen gegeneinander substituierbar, könnte also auf den Einsatz eines Produktionsfaktors vollkommen verzichtet werden, so handelt es sich um eine alternative Substitution.
Begrenzte (periphere) Substitution
Erfordert der Kombinationsprozess dagegen den Einsatz einer Mindestmenge jedes Produktionsfaktors, so handelt es sich um eine begrenzte Substitution.

## Wirtschaftliche Aspekte
Substitutionsgüter sind Konsum- oder Investitionsgüter oder Dienstleistungen, die einander ersetzen können. Sie weisen aus Sicht des Nachfragers denselben Nutzen oder Kundennutzen auf. Sie lassen sich in einer Produktgruppe zusammenfassen; eine Substituierbarkeit von Gruppe zu Gruppe besteht jedoch nicht. Jede Produktgruppe wird von einer anderen Gruppe Alfred Eugen Ott zufolge durch einen Graben getrennt; dieser Graben heißt – leicht missverständlich – Substitutionslücke.
Der Konsum eines Substitutionsgutes beeinflusst den Nutzen eines anderen Gutes und umgekehrt. Bei zwei Substitutionsgütern vermindert der Mehrkonsum des einen Gutes den Grenznutzen des Konsums des anderen Gutes (Butter oder Margarine), während sich bei zwei Komplementärgütern der Grenznutzen erhöht (Kraftfahrzeug und Motorenbenzin). Ökonomisch betrachtet wird bei Komplementärgütern deren Kompatibilität genutzt. So kann beispielsweise eine CD nur auf einem CD-Player gespielt werden, mehrere CDs untereinander dagegen sind Substitutionsgüter. Die meisten Wiedergabegeräte können nur bestimmte Tonträger oder Bildträger für den Konsumenten wahrnehmbar machen. Auch Elektrogeräte benötigen manchmal Kompatibilität, denn Fernsehgeräte können entweder nur das US-Bildverfahren NTSC oder das europäisch standardisierte PAL-Farbübertragungssystem störungsfrei empfangen. Der Konsum eines Produktes bringt nur optimalen Nutzen, wenn auch das Komplementärgut konsumiert wird.
Ein weiterer Aspekt ist der Lock-in-Effekt, weil es Produzenten über die technische Abhängigkeit gelingt, die Nachfrage der Verbraucher durch Kundenbindung auch künftig auf sich zu lenken. Der erste große kommerzielle Erfolg nach diesem Lock-in-Effekt war im Jahre 1902 der Gillette-Rasierer von King C. Gillette. Statt der damals üblichen Rasiermesser, die nachgeschärft werden konnten, verkaufte Gillette einen patentierten Klingenhalter, zu dem wegwerfbare Rasierklingen passten, die billig herzustellen waren und mit hoher Marge dauerhaft an die Besitzer der Gillette-Klingenhalter verkauft wurden.
Substitutionsgüter sind untereinander einer Substitutionskonkurrenz unterworfen, denn die Preiserhöhung bei einem Gut führt beim Substitutionsgut zu einer Erhöhung der Nachfrage und meist dadurch auch zu Preissteigerungen beim Substitutionsgut (positiver Triffinscher Koeffizient und positive Kreuzpreiselastizität der Nachfrage). Vergleichbare Substitutionsgüter (wie mehrere Brotsorten) bilden eine Produktgruppe, die auf einem exklusiven relevanten Markt (hier: Markt für Backwaren) gehandelt wird.